# Малый Казачий переулок
Ма́лый Каза́чий переу́лок — переулок в Адмиралтейском районе Санкт-Петербурга. Проходит от набережной реки Фонтанки до Большого Казачьего переулка.

## История названия
Название Казачий переулок известно с 1795 года, дано по находящемуся здесь Донскому казачьему подворью. В 1821—1846 годы существовало наименование Кривой переулок (связано с конфигурацией проезда). Одновременно существовали названия Казачий Кривой переулок, Казачий переулок №2.
Современное название Малый Казачий переулок дано 7 марта 1880 года. С 3 января 1925 года по 7 июля 1993 года переулок совместно с Большим Казачьим переулком назывался переулок Ильича в честь В. И. Ленина.

## История
Переулок возник во второй половине XVIII века.

## Достопримечательности
- Мемориальный музей «Разночинный Петербург»